# Шувалова, Ольга Александровна
О́льга Алекса́ндровна Шува́лова (род. 9 декабря 1985, Ленинград, СССР) — российская актриса театра и кино.

## Биография
Ольга Шувалова родилась 9 декабря 1985 года в Ленинграде. Училась в средней школе № 220, находящейся на Невском проспекте. С раннего детства проявляла активность в школьных постановках. В девять лет записалась в Театр юношеского творчества (ТЮТ). С 2000 года начала сниматься в сериалах — «Агент национальной безопасности», «Спецназ», «Улицы разбитых фонарей». В театральный институт Ольга Шувалова поступать не стала. В 2004 году приняла участие в сериале «Лабиринты разума». Ольге Шуваловой в этом проекте досталась роль наркоманки.
В 2005 году Ольга Шувалова дебютировала в большом кино, исполнив роль 14-летней проститутки, воспитанницы детдома Ирки в картине «Итальянец» режиссёра Андрея Кравчука. Примерно в это же время Ольга была утверждена на роль в картине «Дом или день поминовения», где должна была сыграть девушку, живущую в публичном доме во время войны, но фильм не был запущен в производство. В 2006 году Шувалова сыграла небольшую роль в экранизации повести Ежи Ставиньского «Час пик», главную роль в которой исполнил Константин Хабенский.
В 2008 году исполнила одну из главных ролей в драме «Все умрут, а я останусь», сыграв девятиклассницу. В 2010 году на Каннском кинофестивале представляла фильм «Счастье моё», в котором исполнила одну из главных ролей.

## Творчество

### Фильмография
- 2000 — Агент национальной безопасности-2 — деревенская девочка (23 серия Снежный человек)
- 2003 — Спецназ — девушка на мотоцикле
- 2004 — Опера. Хроники убойного отдела — Лара
- 2004 — Улицы разбитых фонарей 6 — Милана
- 2005 — Итальянец — Ира
- 2005 — Лабиринты разума — Вера
- 2005 — Тронутые
- 2006 — Ненависть
- 2006 — Час пик — Аня Архипова
- 2006 — Кружение в пределах кольцевой — Таня
- 2006 — Природа и здоровье — Маша[5]
- 2007 — В гавань заходили корабли — эпизод
- 2008 — Все умрут, а я останусь — Вика
- 2008 — Я — Наташа
- 2009 — Галыгин. Ру — гринписовка
- 2009 — Город счастья — Таня
- 2009 — Медвежья шкура — Марина
- 2010 — Счастье моё — Женя[6]
- 2010 — Дворик — Юля
- 2010 — Морские дьяволы 4 — Лена
- 2010 — Точка кипения — Маша
- 2011 — Защита свидетелей — Элла Калугина
- 2011 — Шаман — Кика
- 2011 — Buna! Ce faci? (Привет! Как дела?) — русская
- 2011—2012 — Катина любовь — Люба Фадеева
- 2012 — Гончие 4 — эпизод
- 2012 — Счастливый билет — Юля Дронова
- 2013 — Дурная кровь — Алевтина Богатырёва
- 2014 — Не покидай меня! — Аля Ладысева
- 2014 — Хорошие руки — Алька Башко

### Музыкальные клипы
- 2004 — главная роль в клипе Вячеслава Бутусова на песню «Девушка по городу»[7]

## Награды
- 2006 — Приз в номинации «Роль второго плана» за фильм «Природа и здоровье» на Международном телекинофоруме «Вместе» в Ялте[8].
- 2008 — Лучшая женская роль (совместно с Полиной Филоненко и Агнией Кузнецовой) за фильм «Все умрут, а я останусь» на Брюссельском кинофестивале европейского кино.